# Sant Vicenç de Forques
Sant Vicenç de Forques és una antiga església, ara en ruïnes, del poble rossellonès de Forques, a la subcomarca dels Aspres, de la Catalunya del Nord.
Està situada al nord-est del poble de Forques, a prop i al sud-oest del lloc on la Ribera de Llauró s'aboca en el Reart.

## Descripció
Actualment en ruïnes, es tractava d'una església petita, de nau única amb absis trapezoïdal, característic de l'època preromànica. L'única part força sencera és aquest absis, que s'obria a la nau amb un arc presbiteral ultrapassat, com en altres temples preromànics catalans. La nau, sense coberta, presenta vestigis de com era: d'arc ultrapassat, com el de l'absis.

## Troballes arqueològiques
A l'entorn de la capella es van localitzar fragments d'àmfores romanes, però no hi ha hagut continuïtat en la recerca, i no se'n poden oferir més detalls.